# Folketeatret (Aarhus)
 Denne artikel omhandler Folketeatret i Aarhus. Opslagsordet har også en anden betydning, se Folketeatret.
Biografen Folketeatret var en biograf beliggende i det centrale Aarhus fra 1906 til 2002. Biografen kendes også under navnene Frederiksbjerg Biograf-Theater, Det ny Theater, Folketeatret, Århus Bio Center og Folketeatret Bio 1-2-3-4.
Biografen åbnede den 11. november 1906 og lukkede den 31. marts 2002 efter 96 års virke. Gennem sin levetid fungerede biograften under adskillige navne og skiftede også adresse af flere omgange.

## Historie
Biografen åbnede den 11. november 1906 under navnet Frederiksbjerg Biograf-Theater og lå på hjørnet af M.P. Bruuns Gade og Jægergaardsvej i Aarhus. Dette blev Aarhus' tredje biografteater udover biograferne Kosmorama og Fotorama. Johannes Hansen, postekspedient, havde fået biografbevillingen, og han slog sig senere sammen med Thomas Hermansen, og de dannede aktieselskabet A/S Fotorama, som drev flere biografer.
I 1912 flyttede biografen under det nye navn "Det ny Theater" ind i Hotel Kronprinsen-bygningen i Banegårdsgade overfor M.P. Bruuns Gade, og biografen blev i 1914 udvidet til at have 300 siddepladser. I 1915 hærges biografen af en brand og den blev lukket ned for lave reparationer.
Biografen genåbnede i 1918 efter gennemgående reparationer under navnet "Folketeatret". Arbejdernes Fællesorganisation havde overtaget biografbevillingen og med genåbningen af biografen skete der en udvidelse på 600 siddepladser. Dette gjorde biografen til den største udenfor København.
I 1921, da planlægningen om at opføre en ny hovedbanegård i Aarhus gik i gang, blev det besluttet at rive Hotel Kronprinsen-bygningen ned, og Folketeatret måtte derfor flytte ned i Kasino-Teatrets lokaler i Rosenkrantzgade.
I 1923 åbnede biografen i egne lokaler på hjørnet af M.P. Bruuns Gade og Hallssti. Med indflytningen installerede Folketeatret, som den eneste biograf, et kinoorgel til musikalsk filmledsagelse, der kunne gøre det ud for et 15 mands orkester. Til at spille den på denne musiske nyerhvervelse havde man blandt andre engageret den tyske komponist William Gørzl.
I 1957 flyttede biografen til Jægergårdsgade.
Efter en kort nedlukning, grundet en ombygning fra én stor sal til tre mindre, åbnede biografen igen i 1976 under navnet "Århus Bio Center".
I 1986 gik den tilbage til sit gamle navn dog med tilføjelsen "Folketeatret Bio 1-2-3-4".
Den 31. marts 2002 lukkede Folketeatret.